# Басанець Петро Олексійович
Петро Олексійович Басане́ць (23 квітня 1926, Бурімка — 16 жовтня 2007, Київ) — український живописець, графік, педагог; професор з 1981 року; член Спілки художників України з 1961 року. Батько художників Юрія та Олександри Басанців.

## Біографія
Народився 23 квітня 1926 року в селі Бурімці (тепер Прилуцький район Чернігівської області, Україна). Брав участь у німецько-радянській війні з 1944 року.
1952 року з відзнакою закінчив Одеське художнє училище; 1958 року — Київський художній інститут (навчався у Віктора Пузиркова, Михайла Іванова, Карпа Трохименка, Володимира Костерицького). З 1961 року викладав у Київському художньому інституті.
Брав участь у всеукраїнських (з 1958 року), зарубіжник виставках (Німеччина, 1985). Персональні виставки відбулися в Ічні (1987), Чернігові (1988), Києві (1999, 2000, 2002), Прилуках (2002).
Жив у Києві в будинку на вулиці Миропільській, 94, квартира 65. Помер в Києві 16 жовтня 2007 року. Похований в Бурімці.

## Творчість
Працював у галузі станкового живопису, станкової та книжкової графіки, у жанрі портрета. Серед робіт:
- «Материн город» (1950);
- «Ходаки з Чернігівщини» (1958);
- «Церква у Седневі» (1962);
- «Українці у В. І. Леніна» (1963);
- «У рідному краї» (1964);
- «Додому» (1965);
- триптих «Чернігівці — герої Жовтня» (1967);
- «Ю. Коцюбинський у В. І. Леніна» (1969);
- «Танкісти» (1970);
- «Чекають молодих» (1972);
- «Однополчани» (1973);
- «Наш клас» (1975);
- «9 травня» (1984);
- «Липова алея у Качанівці» (1985);
- «Додому» (1985);
- «Свято на Черкаській землі» (1986);
- «Ранок у Качанівці» (1990)
- «Гонта під Уманню» (1991);
- «Чуття єдиної родини» (1991);
- «Золота осінь» (1992);
- «Роде мій великий, роде мій прекрасний» (1992—1995);
- «Україна духовна» (1999).

Автор портретів: Миколи Кибальчича (1970), Георгія Якутовича (1980), Павла Тичини (1991), Олеся Гончара (1993), Олексія Коломійця (1993), Тараса Шевченка (1994), Михайла Романишина (1999), Левка Лук'яненка (1999).
Автор ілюстрацій до роману Антона Хижняка «Данило Галицький» (Київ, 1951). Ілюстрував обкладинку книжки Станіслава Реп’яха «…Моє серце в Ічні…».
Твори зберігаються у фондах Міністерства культури та інформаційної політики України та в Національному художньому музеї України.

## Відзнаки
- Нагороджений орденом Вітчизняної війни II ступеня (21 лютого 1987), медаллю «За бойові заслуги» (19 серпня 1945)[1];
- Заслужений художник УРСР з 1977 року;
- Народний художник УРСР з 1990 року.